# Адил, Аслан Айдосулы
Аслан Айдосулы Адил (каз. Аслан Айдосұлы Әділ; род. 13 января 1998, Малый Дехан, Алматинская область) — казахстанский футболист, полузащитник клуба «Женис».

## Клубная карьера
Футбольную карьеру начал в 2017 году в составе клуба «Жетысу». 13 марта 2021 года в матче против клуба «Кайрат» дебютировал в казахстанской Премьер-лиге. 20 марта 2021 года в матче против клуба «Туран» забил свой дебютный мяч в казахстанской Премьер-лиге.

## Карьера в сборной
6 октября 2016 года дебютировал за сборную Казахстана до 19 лет в матче против сборной Бельгии до 19 лет (0:5).

## Достижения
«Жетысу»
- Победитель Первой лиги: 2017

«Атырау»
- Финалист Кубка Казахстана: 2024

## Клубная статистика
| Клуб             | Сезон            | Лига | Лига | Кубки | Кубки | Еврокубки | Еврокубки | Итого | Итого |
| Клуб             | Сезон            | Игры | Голы | Игры  | Голы  | Игры      | Голы      | Игры  | Голы  |
| ---------------- | ---------------- | ---- | ---- | ----- | ----- | --------- | --------- | ----- | ----- |
| Жетысу           | 2016             | 0    | 0    | 0     | 0     | —         | —         | 0     | 0     |
| Жетысу           | 2017             | 22   | 2    | 2     | 0     | —         | —         | 24    | 2     |
| Жетысу           | 2021             | 23   | 3    | 6     | 1     | —         | —         | 29    | 4     |
| Жетысу           | 2023             | 21   | 2    | 1     | 0     | —         | —         | 22    | 2     |
| Жетысу           | Итого            | 66   | 7    | 9     | 1     | —         | —         | 75    | 8     |
| → Жетысу М       | 2016             | 19   | 3    | —     | —     | —         | —         | 19    | 3     |
| → Жетысу М       | 2017             | 3    | 1    | —     | —     | —         | —         | 3     | 1     |
| → Жетысу М       | 2018             | 2    | 0    | —     | —     | —         | —         | 2     | 0     |
| → Жетысу М       | Итого            | 24   | 4    | —     | —     | —         | —         | 24    | 4     |
| → Жетысу Б       | 2018             | 29   | 1    | —     | —     | —         | —         | 29    | 1     |
| → Жетысу Б       | 2019             | 25   | 3    | —     | —     | —         | —         | 25    | 3     |
| → Жетысу Б       | 2020             | 11   | 1    | —     | —     | —         | —         | 11    | 1     |
| → Жетысу Б       | Итого            | 65   | 5    | —     | —     | —         | —         | 65    | 5     |
| → Каспий         | 2022             | 24   | 2    | 5     | 0     | —         | —         | 29    | 2     |
| → Каспий         | Итого            | 24   | 2    | 5     | 0     | —         | —         | 29    | 2     |
| Всего за карьеру | Всего за карьеру | 179  | 18   | 14    | 1     | —         | —         | 193   | 19    |